# 싸이코패스 다이어리

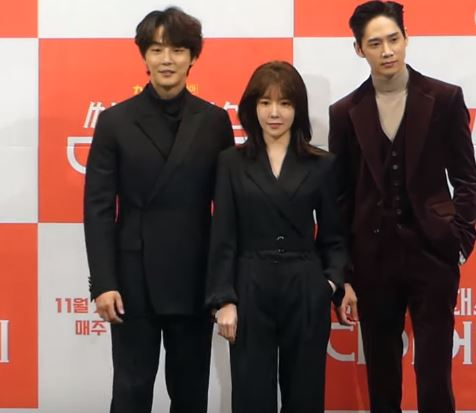
2019년 11월 13일 제작발표회

《싸이코패스 다이어리》는 2019년 11월 20일부터 2020년 1월 9일까지 방영된 tvN 수목 드라마이다.

## 등장 인물

### 주요 인물
- 윤시윤 : 육동식 역 - 34세. 대한 증권 자산운용 3팀 사원. 자신을 싸이코패스라 착각한 호구. 종철의 아들. 지연의 남동생. 동찬의 이복형.
- 정인선 : 심보경 역 - 30세. 낙산 지구대 경사. 이상은 높지만 현실을 택하고 살아온 동네 경찰. 동식을 진짜 싸이코패스 포식자 살인마로 착각해서 경장에서 경사로 진급.
- 박성훈 : 서인우 역 - 36세. 대한 증권 이사. 일기장을 잃어버린 냉혹하고 치밀한 싸이코패스.

### 동식의 주변인물
- 이한위 : 육종철 역 - 60대. 육공화국 사장. 지연&동식&동찬의 아버지
- 황효은 : 육지연 역 - 30대. 종철의 큰딸, 동식의 누나. 동찬의 의붓누나
- 김결 : 조용구 역 - 40대. 지연의 남편, 동식의 매형. 자기도 잘난 거 하나도 없으면서 동식을 무시하는 얄미운 타입.
- 정수빈 : 육동찬 역 - 18세. 종철과 인혜 사이에서 태어난 지연과 동식의 이복 남동생. 낙산고등학교 2학년.
- 소희정 : 나인혜 역 - 50대. 종철의 두번째 아내. 동찬의 어머니. 지연과 동식의 새 어머니.

### 보경의 주변인물
- 최성원 : 허택수역 - 28세. 낙산 지구대 순경. 보경의 부사수로 아직 1년 차 늦깎이 신참.
- 김명수 : 심석구 역 - 50대. 보경의 아버지. 과거 사고로 머리를 다쳐 아이 같은 지능을 갖게 된 인물. 재준의 파트너. 숙연의 남편.
- 이칸희 : 이숙연 역 - 50대. 보경의 어머니. 카페를 운영 중인 우아하고 부드러운 중년 여성. 동식이 기억상실이 되기 전 유기견 산책 알바로 인연을 맺었었다. 동식의 알리바이를 간접적으로 증명해줄 수 있는 사람. 하지만 숙연과 동식의 관계를 전혀 몰라 진실이 한참 후에야 드러난다.
- 이해영 : 류재준 역 - 50대. 서울지방경찰청 경감. 과거 석구의 파트너. 서울지방경찰청 소속 프로파일러. (1회 ~ 12회)

### 인우의 주변인물
- 박정학 : 서충현 역 - 60대. 대한증권 회장. 인우와 지훈의 아버지. (1회 ~ 14회)
- 유비 : 서지훈역 - 30대. 대한증권 상무. 충현과 은실의 아들. 인우의 이복동생.
- 윤예희 : 김은실 역 - 50대. 지훈의 어머니이자 정실 부인. 첩 자식인 인우를 껄끄러워 한다.
- 김혜나 : 서지윤 역 - 30대. 인우의 의붓누나. 지훈의 누나. 충현과 은실의 큰딸.
- 임일규 : 김찬일 역 - 40대. 인우와 지훈의 매형. 언론사 집안 출신 사위. 대한경제신문 부사장.
- 황선희 : 조유진 역 - 30대. 대한증권 감사팀 팀장, 인우를 짝사랑하는 감사팀장.
- 한수현 : 박무석 역 - 40대. 돈만 주면 무슨 일이든 해주는 형사 출신 탐정이자 인우의 해결사. (1회 ~ 12회)

### 동식의 직장및 주변인물
- 최대철 : 공찬석 역 - 40대. 대한증권 자산운용 3팀 팀장. 호구 동식을 무시하고 괴롭히고 갑질 하던 첫판왕.
- 김기두 : 박재호 역 - 30대. 대한증권 자산운용 3팀 대리. 잔머리 잘 굴리고 눈치 백단에 약삭빠른 동식의 입사 동기.
- 조시내 : 한정아 역 - 40대. 대한증권 자산운용 3팀 주임. 아이 둘에, 제멋대로 직장을 들락날락하는 남편 때문에 삶이 고단하기만 한 워킹맘.
- 최태환 : 신석현 역 - 30대. 대한증권 자산운용 3팀 사원. 재호처럼 사내 정치에 비빌 깜냥은 없으면서도 동식 같은 호구는 되기 싫은 미꾸라지. 눈치나 보며 적당히 사는 개인주의자.
- 이민지 : 오미주 역 - 30대. 대한증권 자산운용 3팀 사원. 선배~ 선배~ 하며 호구 동식을 톡톡히 이용해 먹었던 사무실 막내.
- 허성태 : 장칠성 역 - 30대. 한물 간 조폭. 동식의 윗집에 사는 조폭 출신의 백수.
- 송훈 : 송훈 역 - 40대. 대한증권 자산운용 2팀 팀장. 공찬석 팀장 앞에서는 기를 못 펴는 아부쟁이.

### 특별출연
- 정해균 : 김명국 역 - 노숙자
- 유라
- 윤지온 : 주영민 역 - 신성증권 이사
- 김모범 : 네루꾸이 역 - 고성케미컬 외국인 근로자
- 조석현 : 남성철 역 - 포식자 모방범
- 윤경호
- 한지은
- 조윤호 : 칠성의 후배 역
- 이현웅 : 오명달 역 - 8년 전 손지민양 살인 사건 진범으로 누명을 쓴 재소자

## 촬영지
- 구포국수
- 아이비타
- 여의도공원
- 강남한우정육식당(Mr.육공화국)
- 콘코디언빌딩 - 대한증권
- 프롬 - 카페 심심한 날
- 파라다이스시티

## 시청률
최저 시청률과 최고 시청률은 시청률 조사회사와 지역별로 시청률에 차이가 있을 수 있습니다.
| 2019년      | 2019년      | 2019년         | 2019년       |
| 회차        | 방송일      | AGB 시청률     | AGB 시청률   |
| 회차        | 방송일      | 대한민국(전국) | 서울(수도권) |
| ----------- | ----------- | -------------- | ------------ |
| 제1회       | 11월 20일   | 1.766%         | 1.730%       |
| 제2회       | 11월 21일   | 1.463%         | 1.361%       |
| 제3회       | 11월 27일   | 1.928%         | 2.057%       |
| 제4회       | 11월 28일   | 2.206%         | 2.174%       |
| 제5회       | 12월 4일    | 2.368%         | 2.507%       |
| 제6회       | 12월 5일    | 2.212%         | 2.346%       |
| 제7회       | 12월 11일   | 2.424%         | 2.866%       |
| 제8회       | 12월 12일   | 2.299%         | 2.782%       |
| 제9회       | 12월 18일   | 2.014%         | 2.099%       |
| 제10회      | 12월 19일   | 1.693%         | 1.954%       |
| 제11회      | 12월 25일   | 1.708%         | 2.025%       |
| 제12회      | 12월 26일   | 2.295%         | 2.718%       |
| 2020년      |             |                |              |
| 제13회      | 1월 1일     | 1.939%         | 2.213%       |
| 제14회      | 1월 2일     | 2.423%         | 2.633%       |
| 제15회      | 1월 8일     | 2.685%         | 2.762%       |
| 제16회      | 1월 9일     | 2.983%         | 3.372%       |
| 평균 시청률 | 평균 시청률 | 2.150%         | 2.350%       |

## 참고 사항
- 이 화면은 레터박스로 구성되었다.

## 같이 보기
- 대한민국의 텔레비전 드라마 목록 (ㅅ)
- 2019년 대한민국의 텔레비전 드라마 목록